# Rosa alexeenkoi
Rosa alexeenkoi — вид рослин з родини розових (Rosaceae); ендемік Азербайджану.

## Поширення
Ендемік Азербайджану.